# Lee Eun-Young
Lee Eun-Young, född den 7 juli 1974, är en sydkoreansk landhockeyspelare.
Hon tog OS-silver i damernas landhockeyturnering i samband med de olympiska landhockeytävlingarna 1996 i Atlanta.